# Vysotskita
La vysotskita és un mineral de la classe dels sulfurs. Rep el nom per Nikolai Konstantinovich Vysotskii (1864-1932), geòleg, qui va trobar el dipòsit de platí a Noril'sk.

## Característiques
La vysotskita és un sulfur de fórmula química PdS, tal com va ser redefinida per l'Associació Mineralògica Internacional l'any 2022. Va ser aprovada com a espècie vàlida per l'IMA l'any 1962. Cristal·litza en el sistema tetragonal. La seva duresa a l'escala de Mohs és 1,5. Forma una sèrie de solució sòlida amb la braggita.
Segons la classificació de Nickel-Strunz, la vysotskita pertany a «02.C - Sulfurs metàl·lics, M:S = 1:1 (i similars), amb Ni, Fe, Co, PGE, etc.» juntament amb els següents minerals: achavalita, breithauptita, freboldita, kotulskita, langisita, niquelina, sederholmita, sobolevskita, stumpflita, sudburyita, jaipurita, zlatogorita, pirrotina, smythita, troilita, cherepanovita, modderita, rutenarsenita, westerveldita, mil·lerita, mäkinenita, mackinawita, hexatestibiopanickelita, vavřínita, braggita i cooperita.

## Formació i jaciments
Va ser descoberta a la mina Severniy, situada dins el dipòsit de coure i níquel de Talnakh, a Norilsk, a la regiño russa de Taimíria. També ha estat descrita en altres indrets de Rússia, així com Canadà, els Estats Units, Groenlàndia, Bulgària, Espanya, Finlàndia, Grècia, la República Democràtica del Congo, Sierra Leone, Sud-àfrica, Zimbàbue, la República Popular de la Xina i les Filipines.